# Rue de l'Avenir (Paris)
Pour les articles homonymes, voir Rue de l'Avenir.
La rue de l’Avenir est une rue du 20e arrondissement de Paris, dans le quartier Saint-Fargeau.

## Situation et accès

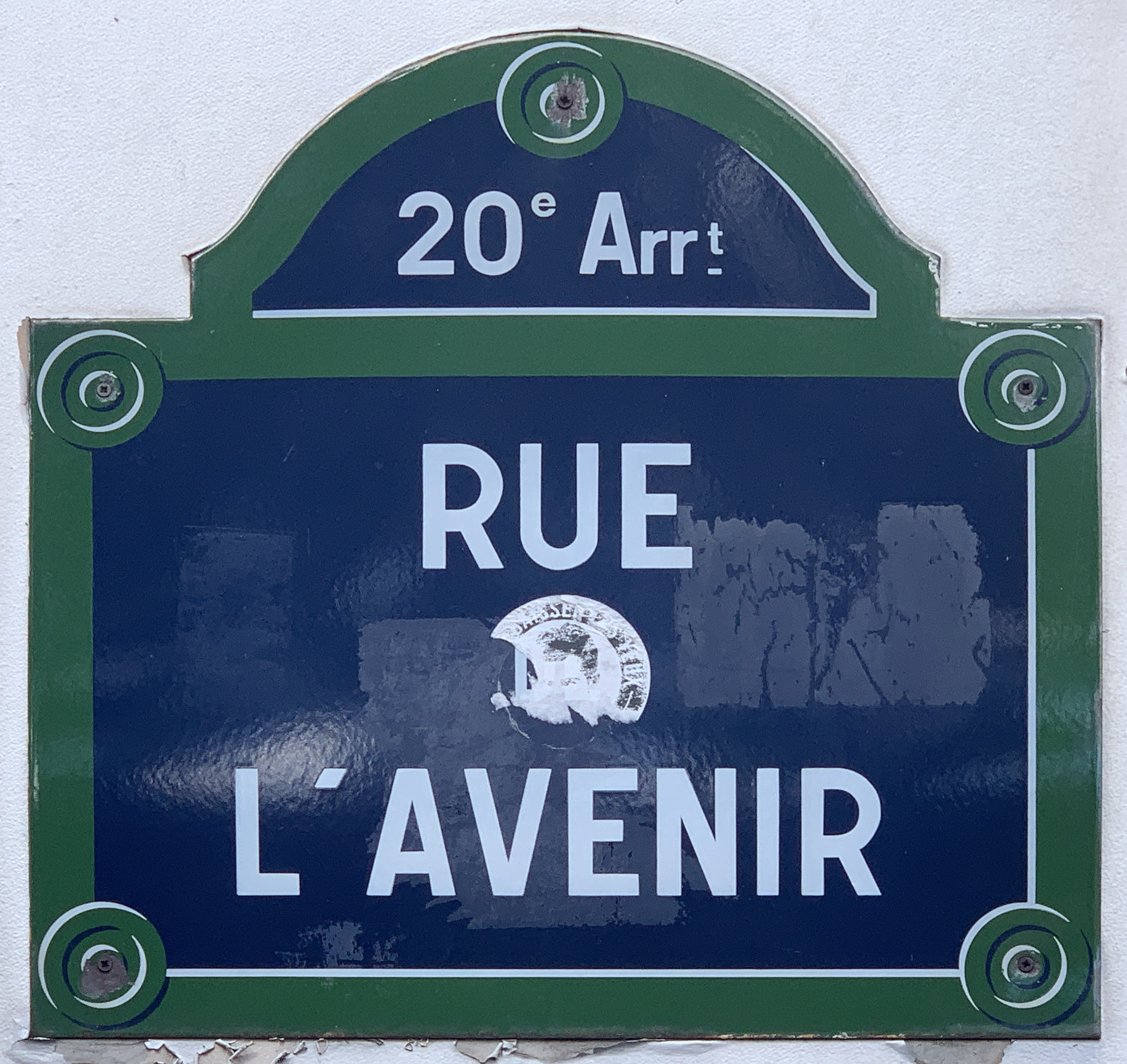
Plaque de la rue.

La rue de l’Avenir commence au 30, rue Pixérécourt et finit en impasse. C'est une très petite rue de seulement 30 mètres de long.

## Historique
Elle a été ouverte par M. Lansiau sous sa dénomination actuelle en 1893 et est classée dans la voirie parisienne par un arrêté municipal du 4 mars 1991. 
Il ne faut pas la confondre avec l'ancienne « impasse de l'Avenir », elle aussi dans le 20e arrondissement, près de l'hôpital de la Croix Saint-Simon, qui fut rebaptisée « villa des Pyrénées ».